# Georg Gruner
Georg Christian Gruner (* 25. Oktober 1801 in Osnabrück; † 12. Oktober 1876 in Osnabrück) war ein lutherischer Pastor und Superintendent der Stadt Osnabrück.

## Leben
Georg Gruner wurde als Sohn des späteren Konsistorialrats Friedrich Andreas Gruner in Osnabrück geboren. Nach dem Besuch des Ratsgymnasiums studierte er ab April 1820 Theologe in Göttingen und promovierte dort zum D. theol. Er wurde mit 24 Jahren 1825 auf die 3. Predigerstelle an St. Katharinen (Osnabrück) berufen. Nach fünf Jahren gelangte er auf die 2. Predigerstelle (1830–1843), ehe er ab 1843 bis zu seinem Tod 1876 erster Prediger an der Katharinenkirche war. Er folgte als Pastor primarius seinem Vorgänger Christoph Wilhelm Iden nach dessen Tod und nach einer kurzen Zeit, in der der Justiz-Bürgermeister Johann Carl Bertram Stüve das Konsistorium der Stadt leitete, folgt Gruner 1848 Iden auch als Superintendent.